# Wolrad Burchardi
Wolrad Burchardi (auch Wilrad; * 22. August 1734 in Niederaula; † 25. Juli 1793 in Herborn) war ein deutscher Rechtswissenschaftler und Hochschullehrer.

## Leben
Burchardi war der Sohn des Amtmannes von Niederaula Dietrich Friedrich Burchardi. Er erhielt zunächst Privatunterricht in deutscher, lateinischer und griechischer Sprache, bevor er 1744 auf das Gymnasium in Hersfeld kam. Von dort aus wechselte er 1750 zum Studium der Philosophie, Geschichte und der Rechtswissenschaften an die Universität Marburg. Dort bestand er 1753 das Advokaten-Examen, bevor er 1755 das Studium als Lic. iur. abschloss. Er begann seine Berufslaufbahn als Advokat und hielt zudem an der örtlichen Universität Vorlesungen als Privatdozent.
Burchardi erhielt zum 17. Mai 1755 einen Ruf als zweiter Professor der Rechte an die Hohe Schule Herborn. Erst am 11. März 1757 beendete er seine Vorlesungen in Marburg und hielt im Anschluss seine Antrittsvorlesung an der Hohen Schule in Herborn. Im Jahr 1759 nahm ihn die Literarische Gesellschaft zu Duisburg als Mitglied auf. Zum 9. April 1766 stieg er zum ersten Professor an der Hohen Schule auf, außerdem wurde er Universitätssyndicus sowie Universitätsarchivar. In den Jahren 1763 bis 1765 und 1779 bis 1781 hatte er das Amt des Rektors der Hohen Schule inne.
Burchardi wurde 1784 Oranien-Nassauischer Hofrat und kurz darauf 1785 Oberhofrat. Er starb unerwartet an einem Schlaganfall.

## Werke (Auswahl)
- (Hrsg.): Johann Georg Estor: Anfangsgründe des Gemeinen und Reichsprocesses, Bände 2–4, Bronner, Frankfurt am Main und Leipzig 1756.
- Publici ac feudalis iuris exercitatio de regali Iudaeis incolatum largiendi iure cum ordine equestri medatio inprimis hassiaco benefici vel allodii subinde communicato, Knochendörfer, Frankfurt am Main 1766.
- Juris scientiae Romanae Pars altera, ius privatum complexa, Herborn 1776.
- Historia Ivris Romani In Vsvm Avditorvm Contracta, Herborn 1785.